# Excalibur/Gladiátor
Excalibur / Gladiátor jsou skladby prvního singlu kapely Arakain. Byl nahrán na jaře roku 1987 ve studiu Smetanova divadla.

## Skladby
1. Excalibur - 4:52
2. Gladiátor - 4:56

## Singl byl nahrán ve složení
- Aleš Brichta - zpěv
- Jiří Urban - kytara, sbory
- Miroslav Mach - kytara
- Zdeněk Kub - baskytara
- Karel Jenčík - bicí